# NK Dugopolje
Nogometni klub Dugopolje hrvatski je nogometni klub iz Dugopolja. Trenutačno se natječe u 1. NL.

## Povijest
Klub je osnovan 1952. godine pod imenom NK Proleter, a od 30. listopada 1990. godine nosi sadašnje ime. Prvi predsjednik kluba bio je Ante Rogošić.
U sezoni 2009./10. NK Dugopolje osvaja 3. HNL – Jug te ulaze u 2. HNL.

## Knjige oDugopolju
- Jurica Gizdić: NK Dugopolje - 50 godina nogometa u Dugopolju 1952.-2002., Dugopolje, 2002. (dio)  Arhivirana inačica izvorne stranice od 26. studenoga 2013. (Wayback Machine)
- Jurica Gizdić: Zlatno desetljeće NK Dugopolje 2002. - 2012., Dugopolje, 2012.  Arhivirana inačica izvorne stranice od 26. studenoga 2013. (Wayback Machine) ISBN 978-953-98806-1-1

## Vanjske poveznice
- Službena stranica NK Dugopolje  Arhivirana inačica izvorne stranice od 22. veljače 2017. (Wayback Machine)
- Profil, HNS Semafor